# Tom Criel
Tom Criel (* 6. Juni 1983 in Eeklo) ist ein ehemaliger belgischer Radrennfahrer.

## Sportliche Laufbahn
Tom Criel gewann 2006 eine Etappe beim Giro della Valle d’Aosta und wurde Dritter in der Gesamtwertung. Zu Beginn der Saison 2007 fuhr er für Unibet.com Continental, das Farmteam des ProTeams Unibet.com. Er gewann das Eintagesrennen Brussel-Opwijk und eine Etappe bei den Tweedaagse van de Gaverstreek, wo er auch Gesamtzweiter wurde. 2009 beendete er seine Radsportlaufbahn.

## Erfolge
2006
- eine Etappe Giro della Valle d’Aosta

## Teams
- 2007 Unibet.com Continental (bis 30. April)
- 2007 Unibet.com (ab 1. Mai)
- 2008 Cycle Collstrop
- 2009 Topsport Vlaanderen